# Песня-88
«Песня-88» — восемнадцатый советский телевизионный фестиваль эстрадной песни из серии «Песня года».
Финальный концерт транслировался по телевидению из концертной студии «Останкино» 1 января 1989 года.
Производство: Главная редакция музыкальных программ. Авторы сценария: Анисим Гиммерверт, Виктор Черкасов; режиссёр-постановщик: Виктор Черкасов;  оператор-постановщик: Александр Платонов, Валерий Костин; художник-постановщик: Инна Смирнова; режиссёр: Анатолий Шкурин; звукорежиссёры: Александр Корчагин, Марина Карпинская.
Продолжительность — 3 часа 40 минут, количество песен — 36. Оркестр — эстрадно-симфонический оркестр Центрального телевидения и Всесоюзного радио, дирижёр Александр Михайлов.
Ведущие — Ангелина Вовк и Евгений Меньшов.
В течение года было 7 передач (с мая по декабрь), на которых было представлено свыше ста новых песен, в финал вышли 35 песен, отобранных по 40 тыс. письмам телезрителей.
Гимн фестиваля «Песня остаётся с человеком» (музыка Аркадий Островский, слова Сергей Островой).
Вернувшийся в качестве режиссера Виктор Черкасов  создал «Совет чемпионов» с Анной Шиловой и Игорем Кирилловым во главе, в их числе Артур Гаспарян, один из ведущих Звуковой дорожки. Именно с этого фестиваля полностью исчезла официальная советская идеология. Среди зрителей проведён опрос об участниках, принявших участие в фестивале наибольшее количество раз,  Лев Лещенко и Иосиф Кобзон (вышли в финал в 16-й раз), а также  Валентина Толкунова (вышла в финал в 14-й раз), вместе с угадавшими зрителями спели песню «Подмосковные вечера».
Тема Афганской войны (1979—1989) была освещена в песне «Афганский ветер» (Николай Зиновьев — Игорь Николаев, исполнитель  Валерий Леонтьев), авторы и исполнитель получили приз за смелость в освещении запретной темы — подписку на 1989 год и книги от газеты «Советская культура».
Первая исполнительница песни «Катюша», впервые прозвучавшей пятьдесят лет тому назад (в 1938)  Валентина Батищева получила приз — альбом с фотографиями во время первого исполнения.
Спонсоры: фирмы «Свобода» и «Дзинтарс», ПО «Горизонт», газета «Советская культура» и другие.
Избранные песни фестиваля были выпущены Discogs, их жанр был определён, как поп, а стиль как шлягер и баллада.

## Фон
История фестиваля была тесно связана с историей страны, и в нем отражались все перемены, происходившие в обществе. 1988 год был богат на события, в том числе и музыкальные. Это время, когда США считаются союзниками. Весной 1988 года в Москве проходит арт-рок-парад «Асса» с участием художников и рок-музыкантов (40 тысяч зрителей). Фильм «Асса», показанный в рамках парада, и фестивали-презентации на его премьерных показах выводят в свет всю молодую подпольную рок-культуру, рок-группы теперь собирают дворцы спорта и стадионы.
По всему старому стилю нанесён сокрушительный удар, меняющий молодежь конца 1980-х — первое поколение, воспитанное перестройкой.
Трагически гибнет (клуб 27) поэт и бард, символ русского рока Александр Башлачёв, создавший в своих песнях картины русской скверны и непутевости, не имеющие равных (манифест «Время колокольчиков»):
«Век жуём матюги с молитвами
Век живём, хоть шары нам выколи
Спим да пьём сутками и литрами
И не поём. Петь уже отвыкли»
Раскручивается самый коммерческий проект советской поп-музыки — группа Ласковый май (солист Юра Шатунов).

## Хит-парады СССР
Хит-парады 1988 года.

### Звуковая дорожка
Итоги 1988 года согласно Звуковой дорожке МК:
Лучшая певица
1. Алла Пугачёва. 2. Жанна Агузарова. 3. Лариса Долина. 4. Настя Полева. 5. Наталья Гулькина. 6. Ольга Кормухина. 7. София Ротару. 8. Лайма Вайкуле. 9. Дарья Меньшикова. 10. Ирина Аллегрова.
Лучший певец
1. Владимир Кузьмин. 2. Вячеслав Бутусов 3. Александр Серов.
Лучшая группа
1. «Наутилус Помпилиус». 2. «Динамик». 3. «Чёрный кофе».
Лучшая песня
1. «Я хочу быть с тобой» («Наутилус Помпилиус»). 2.  «Птица певчая» (Алла Пугачёва). 3. «Группа крови» (группа «Кино»). 4. «Капитан» (Владимир Кузьмин). 5. «Полковник Васин» (группа «Аквариум»). 6. «Карина» (Сергей Минаев). 7. «В наших глазах» (группа «Кино»). 8. «Скованные одной цепью» (группа «Наутилус Помпилиус»). 9. «Ленинградское время» (бит-квартет «Секрет»). 10. «Белые розы» (группа «Ласковый май»).

### Общесоюзный хит-парад ТАСС
Итоги 1988 года согласно общесоюзному хит-параду ТАСС:
Лучшая певица
1. Алла Пугачёва. 2. София Ротару. 3. Жанна Агузарова. 4. Катя Семёнова. 5. Лайма Вайкуле.
Лучший певец
1. Валерий Леонтьев. 2. Владимир Кузьмин. 3. Владимир Пресняков. 4. Михаил Муромов. 5. Игорь Николаев.
Лучшая песня
1. «Птица певчая» (Алла Пугачёва), 2. «Реактивный самолёт» (группа «Modern Talking»). 3. «Я хочу быть с тобой» («Наутилус Помпилиус»), 4. «Ты замуж за него не выходи» (группа Электроклуб). 5. «Доктор время» (Валерий Леонтьев). 6. «Афганский ветер» (Валерий Леонтьев) и «Яблоки на снегу» (Михаил Муромов), 7. «Доплыву до Индии» (Валерий Леонтьев) 8. «Алло! Алло!» (Алла Пугачёва), «Белая ворона» (Валерий Леонтьев) и «Кони в яблоках» («Электроклуб»). 9. «Букет» (Александр Барыкин). 10. «Белый снег» (Владимир Пресняков).

## Дебюты фестиваля
- Алиса Мон с песней «Подорожник» (Сергей Муравьев — Михаил Танич).
- Игорь Саруханов с песней «Дорогие мои старики» (Игорь Саруханов — Симон Осиашвили).
- Олег и Родион Газмановы с песней Люси (Олег Газманов).
- Александр Малинин с песней Коррида (Елена Ванина — Михаил Гуськов).
- Игорь Корнелюк с песней «Билет на балет» (Игорь Корнелюк — Регина Лисиц).
- Михаил Муромов с песней «Яблоки на снегу» (Михаил Муромов — Андрей Дементьев).

## Хиты фестиваля
- «Дорогие мои старики» (Игорь Саруханов — Симон Осиашвили, исполнитель Игорь Саруханов)[13]
- «Люси» (Олег Газманов — Олег Газманов, исполнители Олег и Родион Газмановы)[13].
- «Билет на балет» (Игорь Корнелюк).
- «Яблоки на снегу» (Михаил Муромов)[13].
- «Синий туман» (Вячеслав Добрынин — Михаил Рябинин, исполнитель Вячеслав Добрынин).
- «Музыка венчальная» (Игорь Крутой — Римма Казакова, исполнитель Александр Серов и группа «Контур»).
- «Только этого мало» (Владимир Матецкий — Арсений Тарковский)[13][14].
- «Золотое сердце» (Владимир Матецкий, Анатолий Поперечный — Михаил Шабров, исполнительница София Ротару).

## Финалисты
В финальном концерте прозвучали следующие песни-лауреаты:
| №  | Название                                                   | Автор музыки                          | Автор текста                        | Исполнитель                                                         | Примечание |
| -- | ---------------------------------------------------------- | ------------------------------------- | ----------------------------------- | ------------------------------------------------------------------- | --- |
| 1  | 1-е отделение: Пять минут (из к/ф Карнавальная ночь, 1956) | Анатолий Лепин                        | Владимир Лифшиц                     | Евгений Меньшов и все участники                                     | |
| 2  | Подорожник                                                 | Сергей Муравьев                       | Михаил Танич                        | Алиса Мон                                                           | приз «За молодость и обаяние» журнала «Телевидение и радиовещание»                                                    |
| 3  | Счастливый случай                                          | Эдуард Ханок                          | Лариса Рубальская                   | Ядвига Поплавская и Александр Тиханович                             | |
| 4  | Белые ставни                                               | Александр Морозов                     | Анатолий Поперечный                 | Николай Гнатюк                                                      | |
| 5  | Завалинка                                                  | Олег Иванов                           | Анатолий Поперечный                 | Ансамбль «Сябры» (х/р Ал-др Ярмоленко                               | спец. приз от рижской фирмы «Дзинтарс»                                                                                |
| 6  | Не рвите цветы                                             | Юрий Антонов                          | Михаил Пляцковский                  | Юрий Антонов                                                        | |
| 7  | Тихая пристань                                             | Игорь Лученок — Юрий Рыбчинский       |                                     | Ярослав Евдокимов (нар. арт. БССР)                                  | |
| 8  | Дорогие мои старики                                        | Игорь Саруханов                       | Симон Осиашвили                     | Игорь Саруханов                                                     | |
| 9  | Люси                                                       | Олег Газманов                         | Олег Газманов                       | Олег и Родион Газмановы                                             | |
| 10 | Две женщины                                                | Виктор Дорохин                        | Любовь Воропаева                    | Роксана Бабаян                                                      | приз за образ, созданный в песне — годовая подписка на журнал «Музыкальная жизнь», от редакции вручила Нина Завадская |
| 11 | На соседней улице                                          | Александр Морозов                     | Дмитрий Демин                       | Группа «Форум», сол. Сергей Рогожин                                 | |
| 12 | Зачарованные слова                                         | (Николай Мозговой — Виктор Герасимов) |                                     | Надежда Шестак                                                      | приз «За верность народным традициям» композитору Николаю Мозговому, вручает Анжела Хачатурян от газеты «Смены»       |
| 13 | Музыкальная чайхана                                        | Фарух Закиров                         | Евгений Березяков                   | Ансамбль «Ялла» (х/р Фарух Закиров)                                 | памятный приз Гостелерадио Киргизии Ф.Закирову, вручает победительница конкурса киргизских красавиц Анара Кыштыбаева  |
| 14 | Горько                                                     | Влад Ровный                           | Илья Резник                         | Лев Лещенко                                                         | |
| 15 | Серёжа                                                     | Лора Квинт                            | Юрий Рыбчинский                     | Валентина Толкунова                                                 | приз (парф. изделия моск. объединения «Свобода») вручает комсорг Ирина Шаченкова                                      |
| 16 | Гастрольное танго                                          | Георгий Мовсесян                      | Феликс Лаубе                        | Иосиф Кобзон                                                        | |
| 17 | Напев 30-х лет                                             | Владимир Гурин                        | Вадим Шефнер                        | Иосиф Кобзон                                                        | |
| 18 | 2-е отделение: Семейный альбом                             | Давид Тухманов                        | Михаил Танич                        | Эдита Пьеха                                                         | запись из Польши |
| 19 | Капитан                                                    | Владимир Кузьмин                      | Андрей Лукьянов                     | Владимир Кузьмин и группа «Динамик»                                 | приз — торт-гитара, как одному из лучших гитаристов СССР, вручает Артур Гаспарян (Звуковая дорожка МК                 |
| 20 | Памяти Эдит Пиаф                                           | Шарль Дюмон                           | Оскар Товторадзе, Илья Резник       | Тамара Гвердцители                                                  | приз Тамаре Гвердцители, «диски Эдит Пиаф», вручает Марина Райкина (журнал «Работница»)                               |
| 21 | Афганский ветер                                            | Николай Зиновьев                      | Игорь Николаев                      | Валерий Леонтьев                                                    | приз — подписка на 1989 и книги от газеты «Советская культура» авторам и исполнителю песни вручает М.Каринченко       |
| 22 | Доктор время                                               | Игорь Демарин                         | Юрий Рогоза                         | Валерий Леонтьев                                                    | |
| 23 | Коррида                                                    | Елена Ванина                          | Михаил Гуськов                      | Александр Малинин, гран-при Юрмала-88                               | |
| 24 | Билет на балет                                             | Игорь Корнелюк                        | Регина Лисиц                        | Игорь Корнелюк                                                      | |
| 25 | Льдинка                                                    | Виктор Резников                       | Виктор Резников                     | Лариса Долина и группа «ООН»                                        | |
| 26 | Яблоки на снегу                                            | Михаил Муромов                        | Андрей Дементьев                    | Михаил Муромов                                                      | |
| 27 | Последнее танго                                            | Виктор Дорохин                        | Любовь Воропаева                    | Екатерина Семенова и гр. «Алло»                                     | |
| 28 | Смолоду                                                    | Вячеслав Малежик                      | Павел Хмара                         | Вячеслав Малежик                                                    | |
| 29 | Ты замуж за него не выходи                                 | Давид Тухманов                        | Игорь Шаферан                       | Группа «Электроклуб», х/р Давид Тухманов, солист Виктор Салтыков    | приз группе вручает Ал.Коротков от хит-парада ТАСС «Музыкальный Олимп» — редакция получила свыше 20000 открыток       |
| 30 | Синий туман                                                | Вячеслав Добрынин                     | Михаил Рябинин                      | Вячеслав Добрынин                                                   | |
| 31 | Музыка венчальная                                          | Игорь Крутой                          | Римма Казакова                      | Александр Серов и группа «Контур»                                   | приз — приёмник «Селена» вручает Юрий Козючиц, нач. отд. рекламы минского ПО «Горизонт»                               |
| 32 | Я больше не хочу тебя терять                               | Олег Кваша                            | Валерий Панфилов                    | Ирина Понаровская                                                   | |
| 33 | Королевство кривых зеркал                                  | Игорь Николаев                        | Павел Жагун                         | Игорь Николаев                                                      | |
| 34 | Только этого мало                                          | Владимир Матецкий                     | Арсений Тарковский                  | София Ротару                                                        | |
| 35 | Золотое сердце                                             | Владимир Матецкий                     | Анатолий Поперечный — Михаил Шабров | София Ротару                                                        | |
| 36 | Моя родня                                                  | Раймонд Паулс                         | Илья Резник                         | ВИА «Весёлые ребята» (х/р Павел Слободкин), солист Александр Буйнов | |